# 阿弗阿弗·荷德荷德
阿弗阿弗·荷德荷德（Afaf El-Hodhod，1996年10月1日—）是一名埃及射擊運動員，主攻10公尺空氣手槍和25公尺手槍項目。她曾獲得非洲射擊錦標賽女子10公尺空氣手槍冠軍。

## 外部連結
- ISSF （页面存档备份，存于）